# 武珞路
武珞路是中国湖北省武汉市武昌区的一条主要干道，西北起自武汉长江大桥武昌桥头，东南至珞狮路，下接珞喻路。其沿途与中山路、中南路相交，沿途地标性的建筑物有黄鹤楼、辛亥革命武昌起义纪念馆、湖北省图书馆、中南财经政法大学、长春观、武汉新时代商务中心、宝通禅寺、武商亚洲贸易广场、中国人民解放军中部战区总医院等。

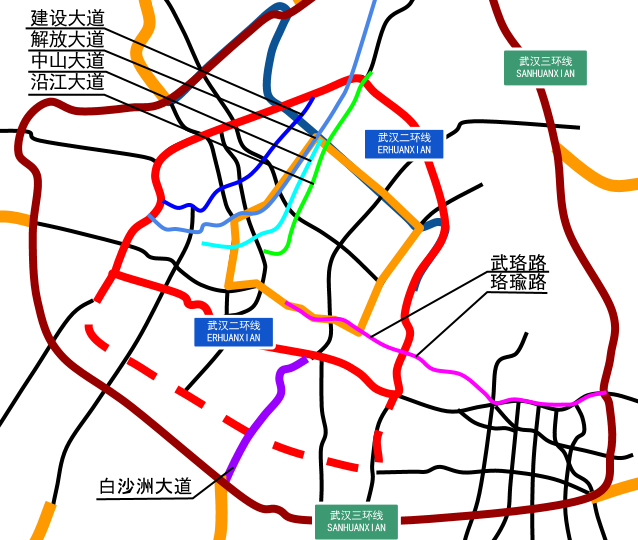
武珞路在武汉路网中的位置（二环以内为武珞路，以外为珞喻路）